# Международен радиолюбителски съюз
Международният радиолюбителски съюз (на английски: International Amateur Radio Union, съкратено IARU) е международна организация на радиолюбителите, която обединява над 160 национални организации (асоциации, федерации и други) на радиолюбителите по света. IARU е основан в Париж през 1925 г.
В съответствие с конституцията на IARU, приета през 1989 г., Международният радиолюбителски съюз се състои от три регионални организации, които съответстват на трите региона на Международния съюз по телекомуникациите (ITU):
- IARU регион 1 – Европа, Африка, Близкият изток и Средна Азия;
- IARU регион 2 – Северна, Централна и Южна Америка;
- IARU регион 3 – Южна Азия, Австралия и Океания.

Международният радиолюбителски съюз се управлява от Административен съвет, който се състои от: президент, вицепрезидент, секретар и шест представители – по двама от всеки регион.
Националната организация, която представлява България в IARU е Българската федерация на радиолюбителите.
- Страни-членки на IARU
- Регион 1
- Регион 2
- Регион 3